# Росталь, Макс
Макс Росталь (также Ростал, англ. Max Rostal; 7 июля 1905, Цешин — 6 августа 1991, Берн) — польско-британский скрипач, альтист и педагог.
Родился в еврейской торговой семье в маленьком южнопольском городке. Шестилетним ребёнком играл перед императором Францем Иосифом. В 1913 году был перевезён родными в Вену для занятий музыкой. В 1920 году отправился завершать своё музыкальное образование в Берлин, где занимался у Карла Флеша. С 1924 года гастролировал по всему миру, оставил много звукозаписей. В 1930 году стал самым молодым профессором в Берлинской Высшей музыкальной школе. После прихода к власти нацистов эмигрировал в Великобританию, вновь концертировал и преподавал. В 1945 году стоял у истоков Конкурса скрипачей имени Карла Флеша. В 1957 году единственный раз побывал в послевоенной Польше как член жюри конкурса имени Венявского. В 1958 году переехал в Швейцарию, был профессором в Берне и, по совместительству, в Кёльне. В 1950—1960-е гг. выступал в составе фортепианного трио с Хайнцем Шрётером и Гаспаром Кассадо (а после смерти последнего — с Зигфридом Пальмом).
Репертуар Росталя был весьма широк, но считается, что вершиной его исполнительского мастерства является интерпретация модернистской музыки начала XX века — в частности, Второй концерт для скрипки с оркестром Белы Бартока. В репертуаре Росталя были также альтовые партии (в частности, соло альта в симфонической поэме «Дон Кихот» Рихарда Штрауса).
Дочь Сибил — британский психолог, супруга Ганса Юргена Айзенка. Внук — британский психолог Майкл Айзенк.

## Книги и статьи
- К интерпретации скрипичных произведений И. С. Баха. // Музыкальное исполнительство, вып. 11. Музыка, М., 1983 [52.].